# 绿茶餐厅

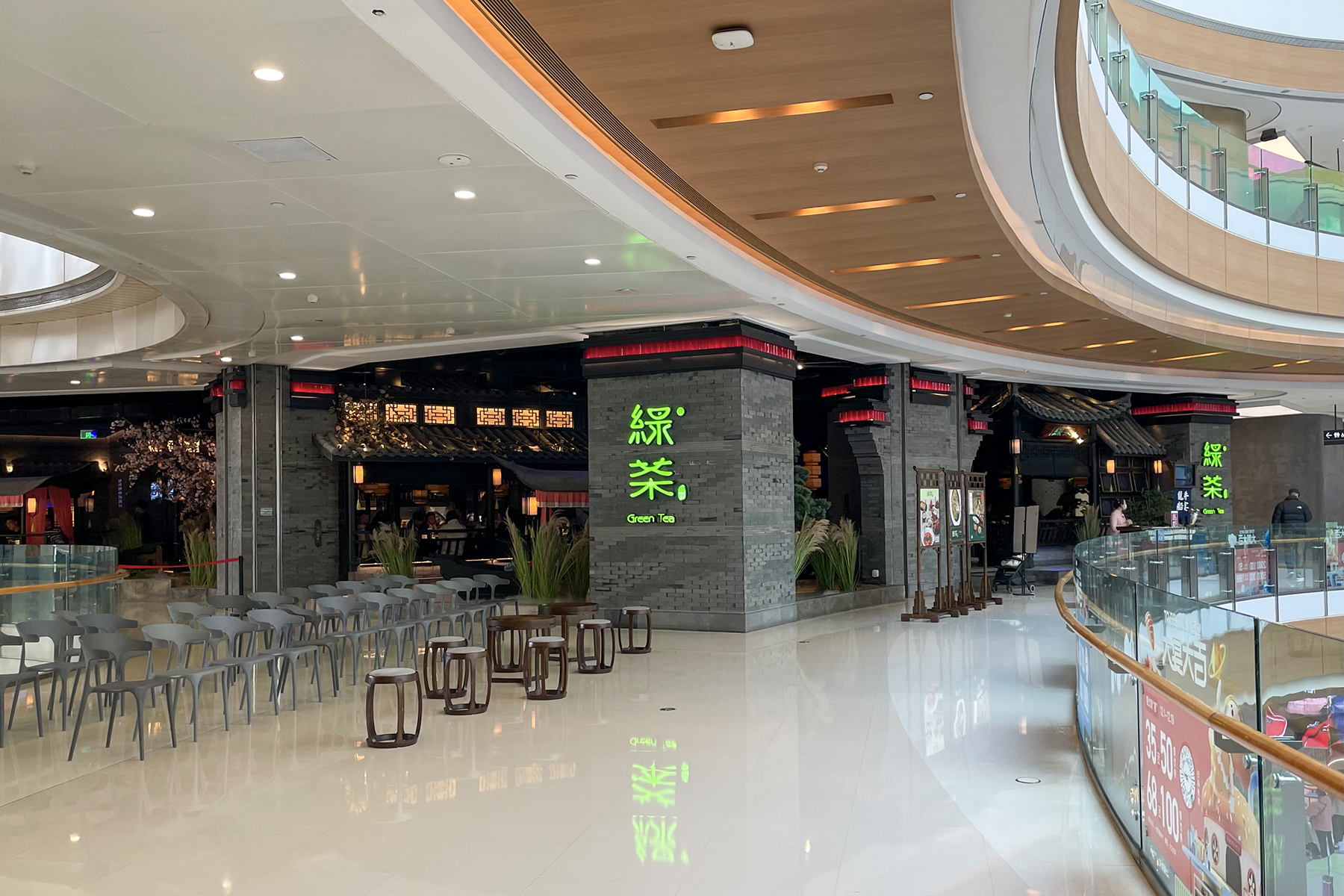
郑州万象城的绿茶餐厅

綠茶餐廳是中華人民共和國一家餐飲企業，母公司為綠茶集團（绿茶餐饮集团，港交所：6831），创办人为王勤松、路研夫妇。绿茶餐厅的前身是成立于2004年的绿茶青年旅社，位于杭州西湖景区。2008年，旅社改制為餐廳。2010年，第二家绿茶餐厅在北京開業。截止2021年，綠茶集團的餐廳在中華人民共和國17个省份、四个直辖市及三个自治区擁有绿茶集团的餐厅擁有185间餐厅。2025年5月16日在香港交易所上市。

## 外部連結
官方网站 